# パンジャーブ・スタジアム
パンジャーブ・スタジアム（英: Punjab Stadium）は、パキスタンのラホールにある多目的スタジアムである。

## 概要
収容人数は10,000人。主にサッカーの試合に用いられる。パキスタン・プレミアリーグに所属するWAPDA FCがホームスタジアムとして使用する他、サッカーパキスタン代表のホームスタジアムとして利用される。
また、AFCプレジデンツカップ2007のメイン会場としても使用された。